# Ordensgemeinschaft

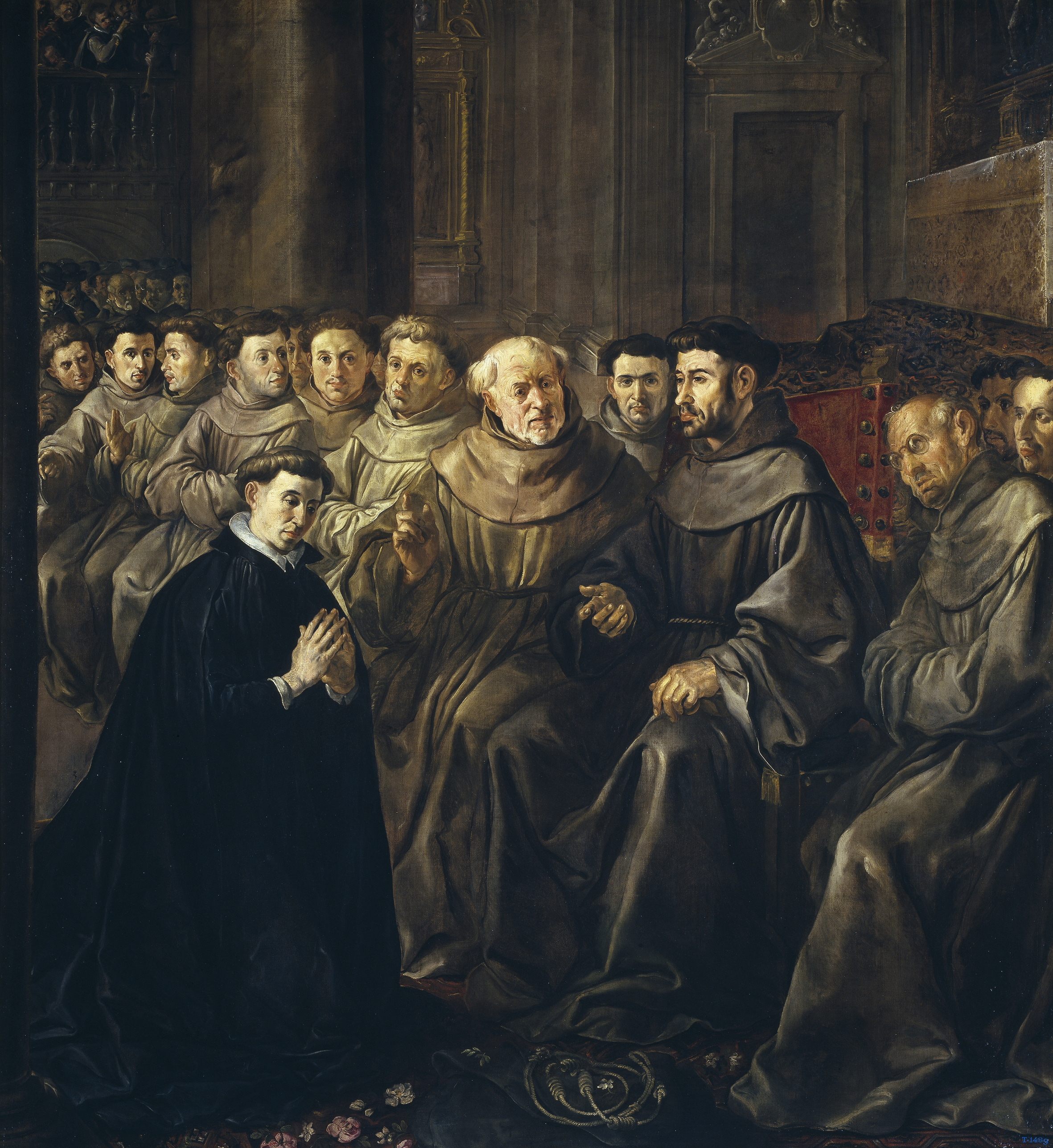
Francisco de Herrera der Ältere: Der heilige Bonaventura erhält den Habit der Minderbrüder (1628)

Eine Ordensgemeinschaft (auch Orden, von lateinisch ordo = Ordnung, Stand) ist eine durch eine Ordensregel verfasste Lebensgemeinschaft von Männern oder Frauen (Ordensleuten), die sich durch die Profess (Gelübde) an ihre Lebensform binden und ein geistliches Leben in Gemeinschaft führen, zumeist in einem Kloster.

## Begriff und Verbreitung
Es gibt Orden oder ordensähnliche Gemeinschaften in verschiedenen Religionen, beispielsweise im Buddhismus, Hinduismus, Christentum und Islam. Spiritualität und Lebensformen sind in den verschiedenen Religionen sehr unterschiedlich.
Von Ordensleuten zu unterscheiden sind Einsiedler (Eremiten), die als Einzelne ein Leben in Abgeschiedenheit führen und Formen geweihten Lebens praktizieren.

### Christentum
Innerhalb der Ordensgemeinschaften der (lateinischen) Kirche unterscheidet man
- die alten Orden und
- Kongregationen – diese entstanden zumeist nicht vor dem 17. Jahrhundert.

Zu den alten Orden, die feierliche Gelübde ablegen, gehören länger als 700 Jahre bestehende Gemeinschaften, darunter monastische Orden, deren Mitglieder Mönche oder Nonnen sind, geistliche Ritterorden, Bettelorden und Regularkanoniker. Ordensgemeinschaften neueren Ursprungs werden meist als Kongregationen bezeichnet. Der römisch-katholische Codex Iuris Canonici (CIC) von 1983 kennt die Unterscheidung zwischen Orden und Kongregationen nicht mehr. Über das Eigenrecht der einzelnen päpstlich oder bischöflich approbierten Gemeinschaften sind die teilweise sehr alten Regelungen aber weiterhin Bestandteil des katholischen Kirchenrechts.
Der CIC von 1983 unterscheidet drei Formen von Ordensgemeinschaften und neueren verwandten, nach dem Zweiten Vatikanischen Konzil entstandenen Lebensformen:
- Ordensinstitute (Cann. 607–709),
- Säkularinstitute (Cann. 710–730) und
- Gesellschaften des apostolischen Lebens (Cann. 731–755).

Ordensinstitute werden zusammen mit den Säkularinstituten als Institute des geweihten Lebens (Cann. 573–606) bezeichnet.
Es gibt neben den Ordensgemeinschaften in der römisch-katholischen Kirche auch anglikanische sowie evangelische Gemeinschaften und Kommunitäten. Kaum Ordensgemeinschaften gibt es dagegen in den orthodoxen Kirchen und den in deren kirchlicher Tradition stehenden katholischen Ostkirchen. Das orthodoxe Mönchtum wird vielmehr größtenteils in selbständigen Klöstern und Klosterverbänden (z. B. die Mönchsrepublik vom Berg Athos) praktiziert. In einem allgemeinen, weiteren Verständnis fasst man auch orthodoxe Mönche und Nonnen unter den Oberbegriff des Ordenslebens.
Der im Deutschen außerhalb des kirchlichen Sprachgebrauchs allerdings wenig gebräuchliche Oberbegriff für alle, die in einer der durch Gelübde oder bindende Versprechen begründeten religiösen Formen des geweihten Lebens (lat. Vita consecrata) leben, lautet Religiosen oder gottgeweihte Personen.

### Sonstige
Die aus dem Kirchenrecht stammende Bezeichnung Orden wurde später auch von anderen durch Ordensregeln organisierte christliche Gemeinschaften verwendet. So stifteten europäische Monarchien seit dem 14. Jahrhundert eine Reihe von ursprünglich christlich-geistlichen Ritterorden, aus denen später meist wichtige Verdienstorden hervorgingen (z. B. Hosenbandorden). Die heutigen Freimaurerlogen nennen sich ebenfalls teilweise Freimaurerorden, womit sie ihre christliche Tradition oder einfach nur die Bedeutung ihrer Ordensregeln betonen wollen.

## Geschichte der Ordensgemeinschaften im Christentum

### Ursprünge und Frühzeit
Während der Zeit der Christenverfolgungen war die große Anziehungskraft des christlichen Glaubens unter anderem darin begründet, dass Menschen mit Unbedingtheit und Unbeirrbarkeit ihren Glauben vertraten – das Neue Testament nennt dies „Zeugnis ablegen“ –, selbst wenn sie dafür ihr Leben als Märtyrer oder Blutzeugen verloren. Dies beruhte auf der Naherwartung der Wiederkunft Christi. Man glaubte, dass das Jüngste Gericht innerhalb der ersten oder zweiten Generation nach Jesu Tod kommen werde und dass man sich dafür am besten durch kompromisslose Hingabe an das Gottesreich würdig erweisen konnte.
Durch Kontakt mit der Gnosis und der griechischen Philosophie entwickelte die frühe Christenheit eine von einem Hang zur Askese und einer gewissen Leibfeindlichkeit gekennzeichnete Spiritualität, bei der persönliche Hingabe an die Stelle der Naherwartung trat. Die Anhänger dieser Strömung suchten eine tiefere Gottesbegegnung und ihr persönliches Heil durch Enthaltsamkeit, Bußübungen, ständiges Gebet und Schweigen zu erlangen. Dabei kam ein sehr radikales Vollkommenheitsideal zum Tragen, das innerhalb einer weltlich orientierten Umgebung nur schwer zu verwirklichen war.
Bald führte das Bedürfnis, eine tiefere Gottverbundenheit und Spiritualität zu verwirklichen, zur Entwicklung des christlichen Eremitentums, dessen theologische Basis die alttestamentliche „Wüstentheologie“ ist; so bedeutet das Wort „Eremit“ wörtlich „Wüstenbewohner“. Der Begriff nimmt Bezug auf die innere Einkehr in der Wüste, die als Bild nicht nur für Stille und Zurückgezogenheit, sondern auch für den Gehorsam und die Anerkennung Gottes als Herrn steht, wie sie in der 40-jährigen Wanderung der Israeliten in der Wüste nach ihrem Auszug aus Ägypten sowie in den Berufungsgeschichten des Mose und vieler biblischer Propheten zum Ausdruck kommt. So berichten die Evangelien von einem 40-tägigen Aufenthalt Jesu in der Wüste als einem einschneidenden Moment der Entscheidung und Begegnung mit Gott. Das christlich-eremitische Leben entwickelte sich etwa zeitgleich in Syrien und Ägypten. Als erster christlicher Eremit in Ägypten gilt Paulus von Theben; sein Schüler Antonius der Große wurde zu einem der großen Wüstenväter.
Im Verlauf des 3. Jahrhunderts führten die Erfahrungen der Eremiten, die sich oft zu Einsiedlerkolonien zusammenschlossen, zu dem Bedürfnis vieler, ein auf Gebet und Askese konzentriertes, zurückgezogenes Leben auch in einer Gemeinschaft führen zu können.
Mönche und Nonnen – deren Lebensform sich aus Zusammenschlüssen von geweihten Jungfrauen entwickelt hatte –, die sich dem kontemplativen Leben in Gemeinschaft widmen, nennt man im Unterschied zu den Eremiten (Anachoreten) „Koinobiten“. Um 320 gründete Pachomios (um 292–346) in Oberägypten das erste Kloster. Basilius von Caesarea verfasste um 350 in Anlehnung an Pachomios’ Engelsregel eine Mönchsregel, die heute noch für die Mehrzahl der Klöster der orthodoxen Kirchen gilt und auch Grundlage für die von Benedikt von Nursia um 540 verfasste Regula Benedicti war. Die Regeln der frühen Mönchsgemeinschaften zielten in der praktischen Verwirklichung des Evangeliums auf ein Gleichgewicht zwischen Gebet und tätiger Arbeit ab und schrieben ein anspruchsloses, brüderliches gemeinsames Leben vor. Schon früh wurden die evangelischen Räte (Armut, Keuschheit und Gehorsam) als Synthese und Richtschnur dieser Lebensweise angesehen und entwickelten sich zum unterscheidenden Merkmal des Mönchtums und des Ordensstandes überhaupt. Sie sollten es den Religiosen ermöglichen, in einer Nachahmung der Lebensweise Jesu (Imitatio Christi) zu leben und damit sowohl ihre Gottesbeziehung zu vertiefen als auch für das Seelenheil der Menschen zu beten.

### Mittelalter
Im frühen Mittelalter spielte die iroschottische Kirche in Europa eine zentrale Rolle bei der Verbreitung des christlichen Glaubens und des Ordenswesens. Als herausragende Mönche der frühen Zeit sind die hll. Patrick und Columban von Iona zu nennen.
Auf dem europäischen Festland konnten sich in der Spätantike und im frühen Mittelalter die kirchlichen Strukturen, durch die Wirren der Völkerwanderung, nur langsam entwickeln. Das gilt insbesondere für die zuvor römisch besetzten Gebiete. Dort brachen die Verwaltungsstrukturen in den Zeiten des Umbruchs völlig zusammen, bis die germanischen Stämme ihre Gebiete klar abgesteckt hatten. Das Leben auch klösterlicher Gemeinschaften war somit ständig bedroht. Anders war das in Irland, einem Gebiet das niemals römisch besetzt war und nicht von der Völkerwanderung tangiert wurde. Die Ordensgemeinschaften Irlands hatten entsprechend auch während der Völkerwanderung stabile und gefestigte Strukturen. Mönche hatten eine hohe gesellschaftliche Stellung inne, da sie von Adel und Bevölkerung als Vertreter des neuen Glaubens und zugleich als legitime Nachfolger der keltischen Druiden anerkannt wurden. So erblühten die Klöster Irlands in der Spätantike und im Frühmittelalter. Die Klöster waren kulturelle und religiöse Zentren und legten großen Wert auf das Studium der Schriften. Irland hatte über Jahrhunderte hinweg den Ruf als „Insel der Heiligen und Gelehrten“, weshalb fränkische Herrscher wie Karl der Große irische Gelehrte an ihren Hof holten. Die iroschottische Kirche wurde jahrhundertelang zentral von ihren Klöstern geprägt. Anders als in den römisch besetzten Gebieten Englands und des Festlands gab es in Irland keine Diözesen. Die Äbte ernannten vielmehr in ihrem Kirchensprengel den Bischof und waren ihm vorgesetzt, bisweilen übten sie auch beide Ämter aus.
Vor diesem Hintergrund war es möglich. eine weitreichende Missionstätigkeit zu entwickeln, die immer eng an das Mönchtum geknüpft blieb und bereits im 7. Jahrhundert sehr erfolgreich war. Die Mönche missionierten zunächst in Schottland, wobei das Jahr 563 als Beginn gilt, als Columban auf der Insel Iona ein Kloster gründete. Sie weiteten die iroschottische Mission danach auf das europäische Festland aus. 590 brach erstmals ein Mönch, Columban der Jüngere (†615), von den Inseln auf, um auf dem europäischen Festland zu missionieren. Er begann seine Missionstätigkeit auf fränkischem Gebiet, missionierte in Frankreich, Italien und der Schweiz und gründete drei Klöster: Luxeuil, Bregenz und Bobbio. Nachfolger Kolumbans war sein Schüler Eustasius (†629), der 615 Abt im Kloster Luxeuil wurde. In Süddeutschland, Österreich und der Schweiz wirkten Gallus († 645) und Kilian (†689). Infolge von Columbans Festlandsmission kam es im 7. Jahrhundert zu rund 300 Klosterneugründungen. Den iroschottischen Mönchen gelang es mit Hilfe des fränkischen Adels auch, auf dem Lande erfolgreich zu missionieren und in ländlichen Gebieten Klöster zu gründen, während das Christentum zuvor vor allem in den Städten verbreitet war. Das iroschottische Mönchtum und die Regel Columbans verbreiteten sich auf diese Weise in Europa. Durch Beschluss des Konzils von Autun (um 670) versuchte man zwar, die Regula Benedicti für alle Orden verbindlich einzuführen, tatsächlich blieben aber beide Regeln bis 817 (Reform Benedikts von Aniane), vorwiegend in Mischform, verbreitet. Als letzter wichtiger Vertreter der iroschottischen Mission gilt Virgilius, der um 750 Bischof in Salzburg wurde. Iroschottische Klöster prägten somit durch ihre frühe Missionstätigkeit die Verbreitung des christlichen Glaubens und des Mönchtums in Europa nachhaltig.
In ihrem Bemühen, ihr geistliches Ideal mit einer nutzbringenden Arbeit zu verbinden und diese Aufgabe mit Sorgfalt zu erfüllen, hatten die Orden, vor allem die benediktinischen, großen Anteil an der Kultivierung Europas. Das in den Klöstern angesammelte Wissen ermöglichte es, die Kultur in den Bereichen Landwirtschaft, Gartenbau, Medizin, Literatur, Musik, Kunst und Philosophie auf einen annähernd so hohen Stand zu bringen, wie er im römischen Reich vor der Völkerwanderung bestanden hatte.
Schenkungen, Erbschaften und erfolgreiches Wirtschaften führten in den Klöstern wie in der gesamten Kirche zu einem Anwachsen des Vermögens und der wirtschaftlichen und gesellschaftlich-politischen Macht. Im Lauf der Zeit kamen immer wieder Reformbewegungen auf, die zu den Ursprüngen des Mönchtums zurückkehren und die Klostergemeinschaft vor allem durch stärkere Askese und Disziplin gegen Verwässerung der geistlichenen Ideale und Verfall der Sitten schützen wollten. Dadurch kam es häufig zu Abspaltungen und Neugründungen. Im Zuge der Kirchenreformen des 11. Jahrhunderts gewann das so erneuerte Mönchtum (speziell Cluny und seine Tochtergründungen) entscheidenden kirchenpolitischen Einfluss und stellte eine Reihe von Päpsten. Später war es die von dem Cluniazenser und Prediger Bernhard von Clairvaux inspirierte Reformbewegung der Zisterzienser, die die benediktinische Lebensweise wieder zu ihrer alten Strenge zurückführen wollte. Durch vielfache Klostergründungen und Rodungen in bis dahin wenig besiedelten oder unzugänglichen Waldgebieten wurden besonders die Zisterzienser im 12. Jahrhundert zu einem Motor der siedlungsgeschichtlichen Dynamik in vielen Gebieten Europas.
Zur Betreuung der Pilger aller Religionen in Jerusalem entstand dort im 11. Jahrhundert ein Hospitalsorden, dessen Aktivitäten 1099 erstmals dokumentiert sind und der 1113 als Johanniterorden von der Kirche anerkannt wurde. Ihm folgten mehrere geistliche Ritterorden, zur Pflege der Pilger als Hauptaufgabe trat deren Schutz und die Verteidigung der Pilgerstätten im Heiligen Land.
Als Reaktion auf die sozialen Spannungen in der hochmittelalterlichen Gesellschaft, die von einer wachsenden Bedeutung der Städte und den Umbrüchen der entstehenden Geldwirtschaft geprägt war, kamen im 13. Jahrhundert die Bettelorden oder Mendikanten auf. Diese neuen Gemeinschaften stellten die Armut und Bedürfnislosigkeit Jesu Christi in den Mittelpunkt ihres Lebens, das sich vor allem für die Ordensmänner nicht mehr vorwiegend in der Abgeschiedenheit der Klöster abspielte, sondern in den Städten und mitten unter der Bevölkerung. Die Predigt war eine Hauptaufgabe der Brüder. Während sich die Dominikaner besonders der Erneuerung der Priesterausbildung, der theologischen Wissenschaft und der Katechese widmeten, stand bei den Franziskanern die Seelsorge und die unbedingte Beachtung des Armutsideals im Vordergrund. Beide Gemeinschaften sind als kirchliche Antworten auf die damaligen akuten Gefährdungen der Kirche durch Zeitströmungen zu begreifen. Sie nahmen daher auch in der Ketzerverfolgung und Inquisition wichtige Funktionen ein. Auch die Karmeliten (eigentlich ein Eremitenorden) und die Augustiner-Eremiten (Mitte des 13. Jahrhunderts aus norditalienischen Mendikantengruppen entstanden) gehören zu den Bettelorden.

### Frühe Neuzeit
Martin Luther, der zunächst selbst dem Orden der Augustiner-Eremiten angehörte, lehnte in seinen reformatorischen Lehren den Zölibat der Priester und die Ordensgelübde ab (einer freiwilligen Ehelosigkeit stand er zumindest anfänglich jedoch nicht ablehnend gegenüber). Die Verstrickung mancher Orden in die Ausbeutung der unteren Bevölkerungsschichten (Unfreiheit der Bauern, Fürstäbte) führte dazu, dass in den Bauernkriegen viele Abteien geplündert wurden. Nonnen und Mönche, die sich der Reformation anschlossen, verließen ihre Ordensgemeinschaften. Häufig wurden die Frauenklöster aber in weltliche Stifte umgewandelt, in denen die Stiftsdamen keine Gelübde ablegten. Klöster in den evangelischen Fürstentümern und Städten wurden geschlossen. Das Vermögen und die Gebäude der Orden und Klöster wurden dabei manchmal von den Fürsten beschlagnahmt, meist allerdings für die Bezahlung der neuen evangelischen Pfarrer oder die Einrichtung von Schulen und Spitälern verwendet. Im 16. Jahrhundert bildete der neugegründete Orden der Jesuiten ein wichtiges ausführendes Organ der einsetzenden Gegenreformation.
Die Eroberung Amerikas und die Ausbreitung der Europäer über die gesamte Welt brachte eine völlig neue Perspektive im Hinblick auf die Mission. In der Folge vermischten sich redliche Bemühungen, die indigene Bevölkerung mit dem christlichen Glauben bekannt zu machen, und die Ausbeutung der Menschen zu einer Missionierung mit Feuer und Schwert. Die Ordenspriester der Franziskaner, die Jesuiten und die Dominikaner waren die ersten, die in Amerika missionierten, wobei es Priester gab, die Sklaverei und Zwangstaufen als Mittel zur Bekehrung und Zivilisierung der Bevölkerung ansahen. Manche Orden gaben sich hier als ausführende Organe der erobernden Fürsten her. Es gab aber auch kritische Stimmen (z. B. der Dominikaner Bartolomé de Las Casas), die sich dieser Barbarei entgegenstellten.

### Späte Neuzeit und Moderne
Im 18. Jahrhundert führte das Zeitalter der Aufklärung dazu, dass viele Fürsten, auch Kardinäle, dem Ordensleben kritisch gegenüberstanden, sofern es nicht mit einer humanistischen oder sozialen Komponente verbunden war. In der Folge wurden kontemplative Gemeinschaften aufgefordert, sich an der Schulbildung der Bevölkerung zu beteiligen. Ende des 18. Jahrhunderts in Frankreich und zu Beginn des 19. Jahrhunderts in Gebieten unter französischer Herrschaft führte die Säkularisation zur Enteignung und Aufhebung vieler Klöster. Die Ländereien und Vermögen der Ordensgemeinschaften flossen dem französischen Staat oder den Fürsten zu. Viele Konvente starben aus, weil sie keine Novizen mehr aufnehmen durften und das Ablegen der Profess verboten war.
Nach der Säkularisation dagegen fand in der katholischen Kirche ein Neuaufbruch auch des Ordenslebens statt. Soziale Missstände wie mangelnde Krankenpflege, Volksbildung und Kinderfürsorge wurden aufgegriffen, indem Weltpriester oder Laien an vielen Orten Gemeinschaften gründeten, die häufig die Drittordensregel des hl. Franz von Assisi oder die Regel der Vinzentinerinnen annahmen. Die evangelische Kirche griff dieses Anliegen in den mehrheitlich reformierten Gebieten unter anderem durch die Diakonissen und die von Bodelschwinghschen Anstalten in Bethel auf.
Seit den 1960er Jahren geriet das Ordensleben in Westeuropa insgesamt zunehmend in eine personelle und damit verbundene strukturelle Krise. In der säkularisierten Welt ist die Attraktivität des Ordenslebens gesunken, das Leben als Ordensfrau oder Ordensmann verliert an gesellschaftlichem Prestige, und das Verständnis für eine solche Lebensform ist vielfach geschwunden. Neueintritte, vor allem bei den aktiven Orden, gehen in den westlichen Ländern dadurch zurück. Viele Kongregationen mussten ihr Tätigkeitsfeld in den vergangenen Jahrzehnten stark reduzieren, ändern oder Niederlassungen schließen. Damit einher ging der Rückzug aus dem Betrieb, d. h. dass etwa in den von einer Kongregation betriebenen Krankenhäusern kaum noch Mitglieder der Kongregation in der Pflege tätig sind, sondern allenfalls noch vereinzelt in der Leitungsebene, ähnliches ist bei Schulen zu beobachten.
Das entstandene unausgewogene Altersverhältnis führt mancherorts zu Spannungen. Dabei lassen sich in manchen Bereichen Unterschiede zwischen aktiv und kontemplativ lebenden Gemeinschaften erkennen, wobei Letztere ebenso wie einige neugegründete Ordensgemeinschaften (etwa die Gemeinschaften von Jerusalem oder die Gemeinschaft vom Lamm) eine dem allgemeinen Trend gegenläufige gute Nachwuchssituation haben. Auch stellt sich die Lage des Ordenslebens in anderen Kontinenten (etwa in Afrika und bis vor einiger Zeit in Lateinamerika) anders dar, wo einige Gemeinschaften eine hohe Zahl an Neueintritten haben und viele Neugründungen vornehmen. In Afrika treten auch deshalb viele junge Frauen einer Ordensgemeinschaft bei, weil sie dort oftmals an einem gesicherteren Lebensstandard teilhaben können als in ihren Herkunftsfamilien. Die Ansprüche der Familien der Ordensschwestern auf eine „Mitversorgung“ mit dem Ideal des Evangelischen Rates der Armut zu verbinden, erweist sich im afrikanischen Ordensalltag nicht immer als einfach.

## Ordensgemeinschaften in der römisch-katholischen Kirche

### Systematik
In der Westkirche unterscheidet man heute sechs Grundformen des Ordenslebens, denen sich die einzelnen Verbände zuordnen lassen (siehe auch Liste der Ordensgemeinschaften):
- Monastische Orden für Mönche und Nonnen
  - Benediktiner und Benediktinerinnen (OSB)
  - Hieronymiten und Hieronymitinnen (OSH)
  - Zisterzienser und Zisterzienserinnen (OCist) (= reformierte Benediktiner)
  - Trappisten und Trappistinnen (OCSO) (= reformierte Zisterzienser)
  - Eremiten-Orden
    - Kamaldulenser (OSB Cam)
    - Kartäuser (OCart)
- Regularkanoniker
  - Augustiner-Chorherren (CanA, CanAug, CanReg, CRB, CRIC, CRL, CRSA, CRV etc.)
  - Prämonstratenser-Chorherren und Prämonstratenserinnen (OPraem)
- Geistliche Ritterorden (im Gegensatz zu weltlichen Ritterorden, die keine Ordensgemeinschaften sind)
  - Templerorden (auch: Templer oder Tempelritter; 1307 aufgehoben)
  - Souveräner Malteserorden (einzige Ordensgemeinschaft mit völkerrechtlicher Souveränität)
  - Deutscher Orden (auch: Deutschherren)
  - Ritterorden vom Heiligen Grab zu Jerusalem
- Bettelorden (auch Mendikanten genannt)
  - Franziskaner (OFM Franziskaner, OFMConv Franziskaner-Minoriten und OFMCap Kapuziner)
  - Klarissen (OSCl)
  - Dominikaner und Dominikanerinnen (OP)
  - Karmeliten, Karmelitinnen (OCarm), Unbeschuhte Karmelitinnen und Unbeschuhte Karmeliten (OCD)
  - Augustiner und Augustinerinnen (OSA), bis 1963 Augustiner-Eremiten bzw. Augustiner-Eremitinnen (OESA)
  - Serviten (OSM)
  - Mercedarierorden (OdeM)
- Regularkleriker
  - Jesuiten (SJ)
  - Kamillianer (MI)
  - Marianer (MIC)
  - Piaristen (SP)
  - Theatiner (CRth)
- Kongregationen
  - Klerikale Kongregationen
    - Comboni-Missionare (MCCJ)
    - Kalasantiner (COp)
    - Legionäre Christi (LC)
    - Oblaten der Unbefleckten Jungfrau Maria (OMI)
    - Oblaten des hl. Franz von Sales (OSFS)
    - Oratorianer (CO)
    - Redemptoristen (CSsR)
    - Salesianer Don Boscos (SDB)
    - Salvatorianer (SDS)
    - Steyler Missionare (SVD)

  - Laienkongregationen
    - Congregatio Jesu (CJ) (lange bekannt als Englische Fräulein, der erste Frauenorden ohne Klausur)
    - die weitaus meisten tätigen Frauenorden, darunter
      - apostolische Schwesterngemeinschaften mit unterschiedlichsten Aufgabengebieten, darunter beispielsweise die Dernbacher Schwestern und viele Gemeinschaften von Franziskanerinnen, Dominikanerinnen, Benediktinerinnen,
      - Barmherzige Schwestern und andere Kongregationen, die sich der Krankenpflege und der Fürsorge für die Armen widmen, wie die Canossianerinnen
      - diverse Schulschwestern, die in Erziehung und Ausbildung tätig sind,
      - Missionsschwestern wie die Weißen Schwestern, die Steyler Missionsschwestern, die Comboni-Missionsschwestern oder die Missionsärztlichen Schwestern
      - und unzählige andere

    - Brüdergemeinschaften, das umfasst
      - verschiedene als Missionare tätige Missionsbrüderorden, darunter etwa die Weißen Väter (MAfr),
      - Schulbrüder wie die Herz-Jesu-Brüder (SC) oder die Maristen-Schulbrüder (FMS)
      - einige Brüderorden, die in der Krankenpflege wirken, wie die Barmherzige Brüder von Maria Hilf (FMMA), Barmherzige Brüder von Montabaur (FMM) oder die Alexianer (CFA)

Nicht in dieser Systematik erfasst sind die mit dem Ordensleben verwandte, relativ junge Lebensform der Säkularinstitute sowie die Gesellschaften apostolischen Lebens (etwa die Pallottiner oder die Vinzentinerinnen), die formalrechtlich nicht als Ordensinstitute betrachtet werden.

### Lebensform und kirchenrechtliche Organisation
Maßgebend sind zurzeit die Bestimmungen über die Institute des geweihten Lebens im Codex des Kanonischen Rechtes in der Fassung von 1983.
Ein römisch-katholischer Orden im engeren Sinne ist eine Gemeinschaft von Mönchen, Ordensbrüdern und Ordenspriestern oder Regularkanonikern beziehungsweise Nonnen oder Ordensschwestern, die sich in feierlichen Gelübden zum Leben nach den Evangelischen Räten unter einem Oberen und nach ihrer jeweiligen Ordensregel verpflichtet haben.
Zum Lebensstil der Orden gehören die Lebensgemeinschaft in einem Konvent oder Kloster, der Gehorsam gegenüber einem Oberen (je nach Tradition Abt, Prior, Superior, Guardian oder Minister genannt, bei Frauenorden Äbtissin, Priorin oder Oberin), die (teilweise öffentliche) Feier des Stundengebets, das Leben nach einer Ordensregel und die enge Verbindung von Gebet und Arbeit, sowie in der Regel eine Ordenstracht.
Viele Orden sind schon im frühen bis hohen Mittelalter entstanden, wie beispielsweise die Benediktiner, die Prämonstratenser, der Deutsche Orden oder die Augustiner-Chorherren.
Regularkleriker sind ursprünglich Gemeinschaften von Priestern, die sich unter einer ordensähnlichen Regel oder Verfassung zusammengefunden haben, um einem bestimmten Charisma zu folgen. Viele von ihnen entstanden im 16. und 17. Jahrhundert. Ihre Lebensform kann in bestimmten Aspekten abweichend von jener der traditionellen Orden geregelt sein. So fehlt bei einigen Gemeinschaften die Armutsverpflichtung oder die unbedingte Pflicht zum Gemeinschaftsleben, manche (etwa die Jesuiten oder die Marianen) kennen zusätzliche Gelübde.
Kongregationen sind in der Regel jüngeren Datums. Viele von ihnen entstanden im 18. und 19. Jahrhundert. Sie haben sich prinzipiell einer ursprünglichen Ordensregel angeschlossen, jedoch eine eigene Ausprägung mit eigenen Satzungen (meist Konstitutionen genannt) entwickelt. Hierunter fallen Gemeinschaften wie die Borromäerinnen, die Spiritaner, Gemeinschaften der Regulierten Dritten Orden der Franziskaner oder Dominikaner und sehr viele andere Frauen- und Männergemeinschaften. Die Unterscheidung zwischen Orden und Kongregationen besaß im früheren Kirchenrecht große Bedeutung, spielt aber im heutigen Kodex nur eine untergeordnete Rolle. Allerdings spiegeln sich die traditionellen Unterschiede oft im Eigenrecht der betreffenden Gemeinschaften wider. Ihre Mitglieder legen keine feierlichen, sondern so genannte einfache Gelübde ab, was jedoch über die kirchenrechtliche Bezeichnung hinaus kaum praktische Bedeutung besitzt.
Die Gesellschaften apostolischen Lebens unterscheiden sich in ihrer Lebensweise kaum von einer Kongregation. Sie legen jedoch keine Gelübde ab, sondern ein Versprechen, was den Gelübden inhaltlich gleichkommt, kirchenrechtlich aber nicht die gleiche Bindung bewirkt. Die Mitglieder dieser Gemeinschaften legen nach einigen Jahren die endgültigen zeitlichen Versprechen ab. Typische Gesellschaften des Apostolischen Lebens sind die Vinzentinerinnen und die Pallottiner.
Die Mitglieder einer Ordensgemeinschaft leben in Gemeinschaft, entweder in mehr oder weniger strenger Klausur, das heißt, abgeschieden von der Welt und im beständigen Wechsel von Gebet und Arbeit in der Stille. Man spricht dann von kontemplativen Gemeinschaften. Oder sie üben ein Apostolat aus, das bedeutet, sie sind im Sinne praktizierter Nächstenliebe in den unterschiedlichsten Berufen aktiv in der Welt und in der Kirche tätig, was sowohl unmittelbar kirchliche Aufgabenbereiche (etwa Verkündigung oder Mission) als auch allgemeine soziale oder gesellschaftliche Aufgabenfelder umfassen kann (etwa Krankenpflege, Erziehung oder Wissenschaft). Diese Gemeinschaften nennt man apostolische Ordensgemeinschaften. Ein Beispiel für eine apostolische Ordensgemeinschaft sind die Salvatorianer. Es gibt auch gemischt kontemplativ-apostolische Ordensgemeinschaften.
Streng klausurierte Orden sind zum Beispiel die Trappisten, die Kartäuser, die Klarissen und Karmelitinnen. Die Bezeichnung Nonne (weibliche Form von griechisch und lateinisch nonnus, Mönch) umfasst kirchenrechtlich nur die in der so genannten päpstlichen Klausur lebenden Schwestern monastischer Orden; Mitglieder, die nicht klausuriert lebenden und nicht-monastischen Gemeinschaften angehören, heißen dagegen allgemein Ordensschwestern.
Ordensgemeinschaften haben ihre eigenen Bestimmungen für die Mitglieder, die sich nach langer Erfahrung mit dem Leben in Gemeinschaft zum Eremitentum berufen fühlen, sodass sie – mit Genehmigung – diesen Schritt unternehmen können, ohne ihre Zugehörigkeit zur Ordensgemeinschaft aufgeben zu müssen. Nonnen und Ordensschwestern, in deren Orden dies nach altem Brauch üblich ist, können bei oder kurz nach der feierlichen Profess auch die Jungfrauenweihe empfangen. Für beide Fälle sind Can. 603 beziehungsweise Can. 604 des CIC nicht anwendbar, da diese kirchenrechtlichen Regelungen lediglich solche Eremiten und geweihte Jungfrauen betreffen, die in das geweihte Leben eintreten, ohne Mitglieder einer Ordensgemeinschaft zu sein.
Viele Institute ermöglichen es ihnen verbundenen Gläubigen, die ihr weltliches Leben weiterführen möchten, einer mit der Ordensgemeinschaft verbundenen Laienorganisation beizutreten oder sich der Gemeinschaft als Oblaten (von lat. oblatum, dargebracht) oder Drittordensmitglieder anzuschließen. Auf diese Weise können Männer und Frauen an der Spiritualität einer Ordensgemeinschaft teilhaben, deren geistliche Impulse in die Welt hinaustragen und an der Erfüllung ihrer Aufgaben mitwirken, ohne als Vollmitglieder in den Verband einzutreten. Oblaten, die nach einer Probezeit ihre Profess ablegen können, sind besonders bei den Orden der benediktinischen Tradition verbreitet. Andere Orden – etwa die Franziskaner, Karmeliten und Dominikaner – verfügen traditionell über einen eigenen weltlichen Zweig, einen so genannten Dritten Orden (der neben dem männlichen und weiblichen Zweig des Hauptordens besteht). In apostolischen Ordensgemeinschaften neueren Ursprungs nehmen diese Stellung oft so genannte „Mitarbeiter“ (Cooperatores) ein, die rechtlich meist in Form eines kirchlichen Vereins (Öffentliche Vereinigung von Gläubigen) verfasst sind. So gibt es zum Beispiel innerhalb der Don-Bosco-Familie die Salesianischen Mitarbeiter Don Boscos.
Zu den weiteren Formen des gemeinschaftlichen religiösen Lebens in der römisch-katholischen Kirche gehören die Säkularinstitute. In Säkularinstituten lebt jedes Mitglied allein und unauffällig in der Gesellschaft. Entsprechend diesem Grundsatz tragen die Mitglieder der Säkularinstitute auch keine äußeren Erkennungszeichen. Es handelt sich hierbei um eine Form der Vita consecrata, die nach dem zweiten Vatikanum entstand.
Traditionell bilden Ordensleute zusammen mit anderen Religiosen wie Eremiten und gottgeweihten Jungfrauen einen eigenen geistlichen Stand, der weder klerikalen noch laikalen Charakter besitzt. Kirchenrechtlich gesehen sind sie in der lateinischen Kirche heute aber je nachdem, ob sie das Weihesakrament empfangen haben oder nicht, entweder den Klerikern oder den Laien zuzurechnen.

### Finanzierung
Orden und Klöster sind Lebensgemeinschaften und unter anderem auch Unternehmen und Arbeitgeber. Sie müssen wirtschaften und verwalten Haushalt und Vermögen in eigener Verantwortung, zumal sie keine Zuwendungen seitens der Kirche erhalten. Was sie einnehmen, finanziert ihr Leben. Da Orden nicht in die Rentenkasse einzahlen, müssen sie entsprechende Rücklagen bilden.
Die Finanzierung einer Gemeinschaft erfolgt durch Verkauf eigener Produkte, Betrieb von Gästehäusern, Restaurants, Krankenhäusern, Fachkliniken, Wohn- und Pflegeeinrichtungen, Einrichtung von Internaten und Schulen, Verpachtung oder Verkauf von Betrieben oder Ländereien, Einsatz von Ordensangehörigen in der Seelsorge, als Haushaltskräfte oder im Gesundheits- und Erziehungswesen, Spenden oder Aktienbesitz.

## Ordensgemeinschaften in den Kirchen der Reformation
Die Reformatoren waren dem Ordensleben gegenüber überwiegend ablehnend eingestellt, so dass es durch die Reformation zum Erliegen des Ordenslebens in den evangelischen Konfessionen kam.
In den evangelischen Kirchen gibt es heute nur sehr wenige ordensähnliche Gemeinschaften: Eine Besonderheit sind die Orden vom Hl. Johannes (Johanniter), die evangelischen Zweige der heutigen katholischen Malteser, die noch immer in der Tradition des vorreformatorischen Jerusalemer Ordens stehen. Nach der Reformation haben verschiedene evangelische Stifte die Tradition ihrer Klöster und Konvente in erneuerter Form fortgeführt. Ordensgemeinschaften im eigentlichen Sinne waren sie aber nicht. Hier sind beispielsweise in Deutschland die Lüneklöster (Lüne, Wennigsen u. a.) zu nennen, die von der Klosterkammer Hannover verwaltet werden. Bis heute leben im 1529 reformierten Kloster Ebstorf evangelische Frauen unter der Leitung einer evangelischen Äbtissin. Eine Sonderstellung nimmt das Kloster Loccum ein, das 1585 evangelisch wurde und seitdem keinen residierenden Konvent, aber nach wie vor einen Abt und Konventualen hat.
Die Diakonissenhäuser ermöglichen Frauen einen Zusammenhalt und eine religiöse Lebensgemeinschaft, wie sie auch aus katholischen Ordensgemeinschaften mit stark karitativer und diakonischer Ausrichtung bekannt ist. Solche Gemeinschaften entstanden vornehmlich im 19. Jahrhundert.
Neugründungen, zumeist im 20. Jahrhundert, wie die Communität Casteller Ring und die Communität Christusbruderschaft Selbitz, führen die christliche Tradition des Ordenslebens heute auch in der evangelischen Kirche weiter. Andere Gemeinschaften wie etwa die Michaelsbruderschaft haben sich zwar ordensähnliche Regeln gegeben, leben aber im Alltag nicht zusammen.
All diese Entwicklungen sind zumeist in den lutherisch geprägten Kirchen aufgekommen. Die reformierte Kirche kennt hingegen keine Ordensgemeinschaften und lehnt diese Lebensform weiterhin insgesamt ab. Auch pietistische und freikirchliche Gemeinschaften wie die Herrnhuter Brüdergemeine stehen ihrem Selbstbild zufolge grundsätzlich nicht in der Tradition der Ordensgemeinschaften.

## Ordensgemeinschaften in den anglikanischen Kirchen
In der anglikanischen Kirche gibt es inzwischen wieder zahlreiche Orden und Ordensgemeinschaften. Viele sind von den Franziskanern oder den Benediktinern inspiriert.

## Ordensleben in den orthodoxen Kirchen
Das Leben der Religiosen spielt sich in den orthodoxen Kirchen in größtenteils selbstständigen Mönchs- und Nonnenklöstern ab. Grundlage des orthodoxen Mönchtums bildet in den meisten Fällen die Ordensregel des Basilius von Caesarea oder die des Theodor Studites. Für Theologie und Spiritualität des orthodoxen Christentums sind die Klöster von überragender Bedeutung. Da die orthodoxe Kirche den Pflichtzölibat nur für Bischöfe, nicht aber für Priester kennt, kommen für das Bischofsamt praktisch ausschließlich Mönche (in seltenen Fällen auch unverheiratete Weltpriester) in Frage, so dass deren Gewicht innerhalb der Kirche auch institutionell sehr hoch ist.

## Ökumenische Ordensgemeinschaften
Eine ökumenische Gemeinschaft stellt die Communauté de Taizé dar, deren Gründer Roger Schutz selbst evangelisch war, jedoch Mitglieder unabhängig von ihrer Konfession aufnahm. In der Liturgie und Spiritualität der Gemeinschaft sind katholische, evangelische und orthodoxe Elemente enthalten und weiterentwickelt worden.
In Werningshausen gibt es seit 1973 ein ökumenisches Benediktinerkloster Priorat Sankt Wigberti.

## Islamische Orden
Orden in einem dem christlichen Ordensleben vergleichbaren Sinn kennt der Islam nicht, es gibt jedoch in manchen islamischen Strömungen Bruderschaften, die Formen eines religiös motivierten Gemeinschaftslebens praktizieren oder Gebetsriten und Gottesdienste in geregelter Form gemeinschaftlich zelebrieren. Seit dem 12. Jahrhundert entstanden besonders innerhalb der islamischen Mystik (Sufismus) sehr viele derartige Bruderschaften, so genannte Tariqas (siehe auch: Derwisch, Liste der Sufi-Orden).

## Hinduistische Gemeinschaften
Ordensähnliche Gemeinschaften gibt es im Hinduismus seit dem 8. Jahrhundert unserer Zeitrechnung. Der älteste bekannte Orden wurde von dem Philosophen Shankara gegründet.

### Ordensgeschichte
- Karl Suso Frank OFM: Geschichte des christlichen Mönchtums. 6. Auflage, Wissenschaftliche Buchgesellschaft Darmstadt, Darmstadt 2010, ISBN 978-3-534-23389-2.
- Erwin Gatz: Geschichte des kirchlichen Lebens. Klöster und Ordensgemeinschaften. Herder, Freiburg i. B. 2006, ISBN 3-451-23669-9.
- Leonard Holtz OFM: Geschichte des christlichen Ordenslebens. Patmos Verlag, Düsseldorf 2001.
- Raymond Hostie SJ: Vie et mort des ordres religieux. Approches psychosociologiques. Desclée de Brouwer, Paris 1972 (grundlegende Studie zu den Ursachen für die Ausbreitung und für den Niedergang von Orden).
- Franz Metzger, Karin Feuerstein-Praßer: Die Geschichte des Ordenslebens. Von den Anfängen bis heute. Herder, Freiburg i. B. 2006, ISBN 3-451-29093-6.
- Johannes Schaber: Orden zwischen Institution, Wissenschaft und Mystik. Friedrich von Hügels religionsphilosophischer Blick auf den Reichtum der abendländischen Ordensgeschichte. In: Erbe und Auftrag, Jg. 79 (2003), S. 365–376.
- Joachim Schmiedl: Orden als transnationale Netzwerke der katholischen Kirche, in: Europäische Geschichte Online, hrsg. vom Institut für Europäische Geschichte (Mainz), 2011 (pdf).
- Dizionario degli istituti di perfezione, ab 1974

### Ordensleben heute
- Thomas Dienberg, Thomas Eggensperger, Ulrich Engel (Hrsg.): Himmelwärts und weltgewandt. Kirche und Orden in (post-)säkularer Gesellschaft. Aschendorff, Münster 2014, ISBN 978-3-402-13020-9.
- Gertrud Hüwelmeier: Närrinnen Gottes. Lebenswelten von Ordensfrauen. Waxmann, Münster 2004, ISBN 3-8309-1415-6.
- Philipp Thull (Hrsg.): Mit Jesus auf dem Weg. Ermutigung zum Ordensleben. EOS-Verlag, St. Ottilien 2013, ISBN 978-3-8306-7604-1.
- Philipp Thull (Hrsg.): Ermutigung zum Ordensleben. Lasst uns mit ihm gehen. Bautz-Verlag, Nordhausen 2019, ISBN 978-3-95948-386-5.

### Ordensrecht
- Laurentius Eschlböck OSB: Eine neuerliche Änderung im Ordenrecht. Das Motu proprio "Authenticum Charismatis". In: Erbe und Auftrag, Jg. 97 (2021), S. 104–107.
- Laurentius Eschlböck OSB: Zwei neue Motu Proprien. In: Erbe und Auftrag, Jg. 98 (2022), S. 188–193. [behandelt die päpstlichen Schreiben Fidem servare und Competentias quasdam decernere]
- Honorius Hanstein: Ordensrecht. Ein Grundriß für Studierende, Seelsorger, Klosterleitungen und Juristen. Schöningh, Paderborn 1953, DNB 451828321
- Rudolf Henseler: Ordensrecht: cann. 573 bis 576 Codex iuris canonici. Kommentar. Ludgerus-Verlag, Essen 19982. ISBN 3-87497-225-9.
- Bruno Primetshofer: Ordensrecht. Rombach, Freiburg i. B. 20034, ISBN 3-7930-9354-9.
- Reinhold Sebott: Ordensrecht. Kommentar zu den Kanones 573 – 746 des Codex iuris canonici. Knecht, Frankfurt am Main 1995, ISBN 3-7820-0723-9.

- Daniel Tibi: Ordensrecht. Einführung in Rechtslage und Rechtsfragen. EOS, St. Ottilien. ISBN 978-3-8306-8208-0.

### Römisch-katholische Ordensgemeinschaften
- Codex des Kanonischen Rechtes (1983), in Deutsch, das geweihte Leben betreffend
- Papst Johannes Paul II., „Vita Consecrata“ (Text des Nachsynodalen Schreibens) (vatican.va)
- Ordensgemeinschaften in Deutschland (orden.de)
- Ordensgemeinschaften Österreich
- Kongregation für die Institute des geweihten Lebens und die Gesellschaften apostolischen Lebens (vatican.va)
- Orden und andere geistliche Gemeinschaften. Auftrag und pastorale Dienste heute, Gemeinsame Synode der Bistümer in der Bundesrepublik Deutschland, 1971–1975 (PDF).